# Ariadnaria
Ariadnaria is een geslacht van weekdieren uit de klasse van de Gastropoda (slakken). 

## Soorten
- Ariadnaria acutiminata (Golikov & Gulbin, 1978)
- Ariadnaria alexandrae Egorov & Alexeyev, 1998
- Ariadnaria borealis (Broderip & G. B. Sowerby I, 1829)
- Ariadnaria densecostata Golikov, 1986
- Ariadnaria hirsuta (Golikov & Gulbin, 1978)
- Ariadnaria insignis (Middendorff, 1848)